# Jobourg
Ne doit pas être confondu avec Johannesbourg, également surnommée « Joburg ».
Jobourg est une ancienne commune française du département de la Manche et de la région Normandie, peuplée de 506 habitants.
Depuis le 1er janvier 2017, elle fait partie de la nouvelle commune de La Hague et a le statut de commune déléguée.

## Géographie

### Localisation
Jobourg se situe à l'extrême nord-ouest de la péninsule du Cotentin. Le nez de Jobourg est un cap qui s'avance dans la mer de la Manche.
Les communes limitrophes sont Auderville, Herqueville, Omonville-la-Petite et Saint-Germain-des-Vaux.

### Géologie et relief
Les gneiss icartiens y affleurent. Les grottes dans les falaises ont souvent donné naissance à des légendes, comme celui du Trou-aux-Sorciers.

### Milieux naturels et biodiversité

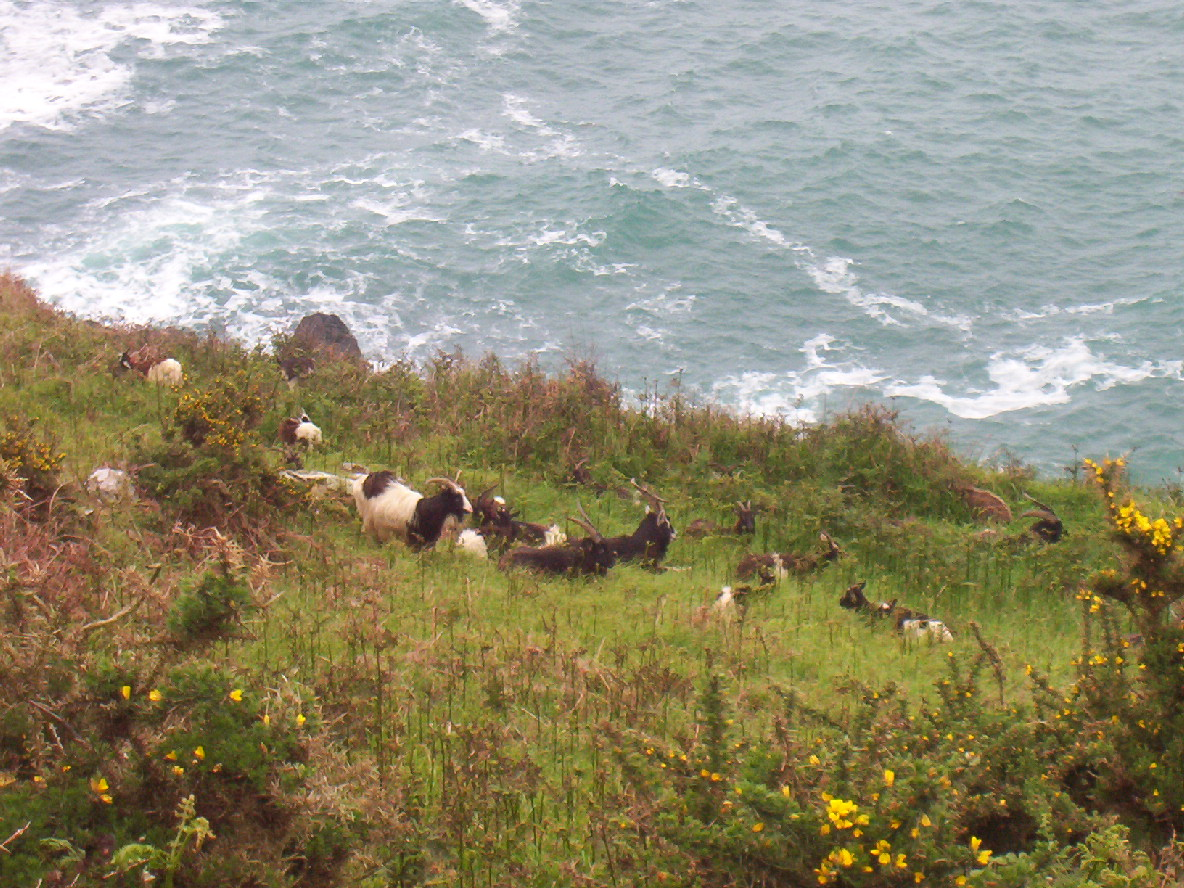
Les chèvres sauvages.

- Nez de Jobourg et nez de Voidries, falaises de 128 m de haut, parmi les plus grandes d'Europe, anse de Culeron.
- Baie d'Écalgrain, partagée avec Auderville.

## Toponymie
Le nom de la localité est attesté sous les formes Jorborch au XIIe siècle, Jorborc en 1180, Jorbourg en 1218, Jorborc en 1221, Jorburch en 1239, Jobourt en 1323.
Les formes anciennes indiquent que le [r] s'est amuï vers le XIVe siècle devant la consonne suivante, phénomène récurrent dans la toponymie normande et ailleurs. En tout état de cause, il n'y a pas lieu de voir un Jovis burgum, forme latinisée que l'on rencontre parfois dans les textes médiévaux. Il s'agit d'une fantaisie de scribe, telle qu'on en trouve de manière récurrente en toponymie (cf. Louviers, Fécamp, etc.)
François de Beaurepaire rapproche le type toponymique Jorborc du composé toponymique vieil anglais eorðburg signifiant « mur ou rempart de terre étayé par une structure de pieux en bois » et la situation de Jobourg près du Hague-Dick renforcerait cette hypothèse linguistique. Le toponyme normand de l'île voisine de Guernesey, Jerbourg (castrum de Gierebourc 1364) serait de même nature, ainsi que les noms de lieux anglais Yarborough Camp et Arbury.
René Lepelley privilégie l'hypothèse d'un composé issu de l'ancien scandinave basé sur les termes jǫrð « terre » et borg « forteresse ». En réalité, borg pouvait avoir le sens primitif de « mur, rempart ». *Jǫrðborg devait avoir le sens global de « mur de terre, rempart de terre » tout comme le vieil anglais eorðburg. Phonétiquement une étymologie scandinave s'accorde mieux avec les formes anciennes.

## Histoire

### Temps modernes
En 1567, Robert de Mary, écuyer, sieur de Jobourg, est taxé pour ce fief de 10 livres dans le rôle des nobles et roturiers, au titre du ban et de l'arrière ban de la vicomté de Coutances, réalisé par Gilles Dancel, seigneur d'Audouville, lieutenant général du bailli de Cotentin, tenu à Coutances les 20-22 octobre. Le fief de Jobourg, qui valait un sixième de fief de haubert, était tenu du fief de Vauville.
Au XVIIIe siècle, Dom François Fleury (1724-1781), fut prieur-curé de Jobourg et guetteur des mouvements des navires anglais pour le gouverneur de Cherbourg.

### Époque contemporaine
En 1907, fermeture de la brigade de douanes du village de Merquetot.
La commune est libérée le 30 juin 1944 par le 60e régiment d'infanterie.

## Politique et administration

### Liste des maires
| Période                                  | Période       | Identité                            | Étiquette | Qualité                                                           |
| ---------------------------------------- | ------------- | ----------------------------------- | --------- | ----------------------------------------------------------------- |
| 1790                                     | 1791          | Guillaume Lecostey                  |           |                                                                   |
| 1791                                     | 1794          | Sébastien-Pierre Fleury             |           |                                                                   |
| ?                                        | 1798          | Thimotée Mauger                     |           |                                                                   |
| 1798                                     | 1798          | Félix Mauger                        |           |                                                                   |
| 1798                                     | 1798          | Pierre Sanson                       |           |                                                                   |
| 1798                                     | 1798          | Jean-François Lecarpentier          |           |                                                                   |
| 1798                                     | 1801          | Thimotée Mauger                     |           |                                                                   |
| 1802                                     | 1831          | Jean-Pierre Fleury                  |           |                                                                   |
| 1831                                     | 1832          | Michel-Augustin Mauger              |           |                                                                   |
| 1832                                     | 1835          | Jean-Pierre Fleury                  |           |                                                                   |
| 1835                                     | 1848          | Jean-Thomas Fleury-Lavalette        |           |                                                                   |
| 1848                                     | 1848          | Pierre Sanson                       |           |                                                                   |
| 1848                                     | 1865          | Jean Étienne Nicolas Fleury-Duhamel |           | Suppléant de juge de paix                                         |
| 1865                                     | 1870          | Jean Fleury-Laroque                 |           |                                                                   |
| 1870                                     | 1876          | Jacques François Digard             |           | Cultivateur                                                       |
| 1876                                     | 1878          | Jean Fleury-Laroque                 |           |                                                                   |
| 1878                                     | novembre 1879 | Albert Jean Fleury                  |           | Propriétaire                                                      |
| 1879                                     | 1892          | Jean-François-Sébastien Fleury      |           |                                                                   |
| mai 1892                                 | mai 1929      | Bon-Charles Lecostey                |           |                                                                   |
| mai 1929                                 | mai 1945      |                                     |           |                                                                   |
| mai 1945                                 | octobre 1947  | René Lecostey                       |           |                                                                   |
| octobre 1947                             | mai 1953      | Zacharie Lecouvey                   |           |                                                                   |
| mai 1953                                 | août 1959     | Émile Audoire                       |           |                                                                   |
| août 1959                                | mars 1983     | Charles Gosselin                    |           | Ancien adjoint au maire                                           |
| mars 1983                                | juin 1995     | Louis Sanson                        |           | Ancien percepteur Président du District de la Hague (1985 → 1995) |
| juin 1995                                | mars 2008     | Jean-Charles Duval                  | SE        | Premier adjoint au maire (1989 → 1995)                            |
| mars 2008                                | décembre 2016 | Jean-Paul Lecouvey                  | SE        | Ingénieur                                                         |
| Les données manquantes sont à compléter. |               |                                     |           |                                                                   |

### Liste des maires délégués
| Période      | Période      | Identité           | Étiquette | Qualité   |
| ------------ | ------------ | ------------------ | --------- | --------- |
| janvier 2017 | juillet 2020 | Jean-Paul Lecouvey | SE        | Ingénieur |
| juillet 2020 | En cours     | Simon Cervantès    |           | Hôtelier  |

## Population et société
Les habitants de la commune sont appelés les Jobourgeois.

### Démographie
L'évolution du nombre d'habitants est connue à travers les recensements de la population effectués dans la commune depuis 1793. À partir du 1er janvier 2009, les populations légales des communes sont publiées annuellement dans le cadre d'un recensement qui repose désormais sur une collecte d'information annuelle, concernant successivement tous les territoires communaux au cours d'une période de cinq ans. 
Pour les communes de moins de 10 000 habitants, une enquête de recensement portant sur toute la population est réalisée tous les cinq ans, les populations légales des années intermédiaires étant quant à elles estimées par interpolation ou extrapolation. Pour la commune, le premier recensement exhaustif entrant dans le cadre du nouveau dispositif a été réalisé en 2008,.
En 2021, la commune comptait 506 habitants, en évolution de +4,98 % par rapport à 2015 (Manche : +0,44 %, France hors Mayotte : +2,49 %).
| 1793 | 1800 | 1806 | 1821 | 1831 | 1836 | 1841 | 1846 | 1851 |
| ---- | ---- | ---- | ---- | ---- | ---- | ---- | ---- | ---- |
| 699  | 711  | 758  | 824  | 924  | 863  | 810  | 735  | 744  |

| 1856 | 1861 | 1866 | 1872 | 1876 | 1881 | 1886 | 1891 | 1896 |
| ---- | ---- | ---- | ---- | ---- | ---- | ---- | ---- | ---- |
| 686  | 621  | 623  | 593  | 565  | 532  | 501  | 505  | 534  |

| 1901 | 1906 | 1911 | 1921 | 1926 | 1931 | 1936 | 1946 | 1954 |
| ---- | ---- | ---- | ---- | ---- | ---- | ---- | ---- | ---- |
| 448  | 431  | 420  | 324  | 325  | 310  | 295  | 267  | 256  |

| 1962 | 1968 | 1975 | 1982 | 1990 | 1999 | 2008 | 2013 | 2018 |
| ---- | ---- | ---- | ---- | ---- | ---- | ---- | ---- | ---- |
| 235  | 341  | 301  | 336  | 403  | 377  | 449  | 482  | 488  |

| 2019 | - | - | - | - | - | - | - | - |
| ---- | - | - | - | - | - | - | - | - |
| 493  | - | - | - | - | - | - | - | - |

## Économie

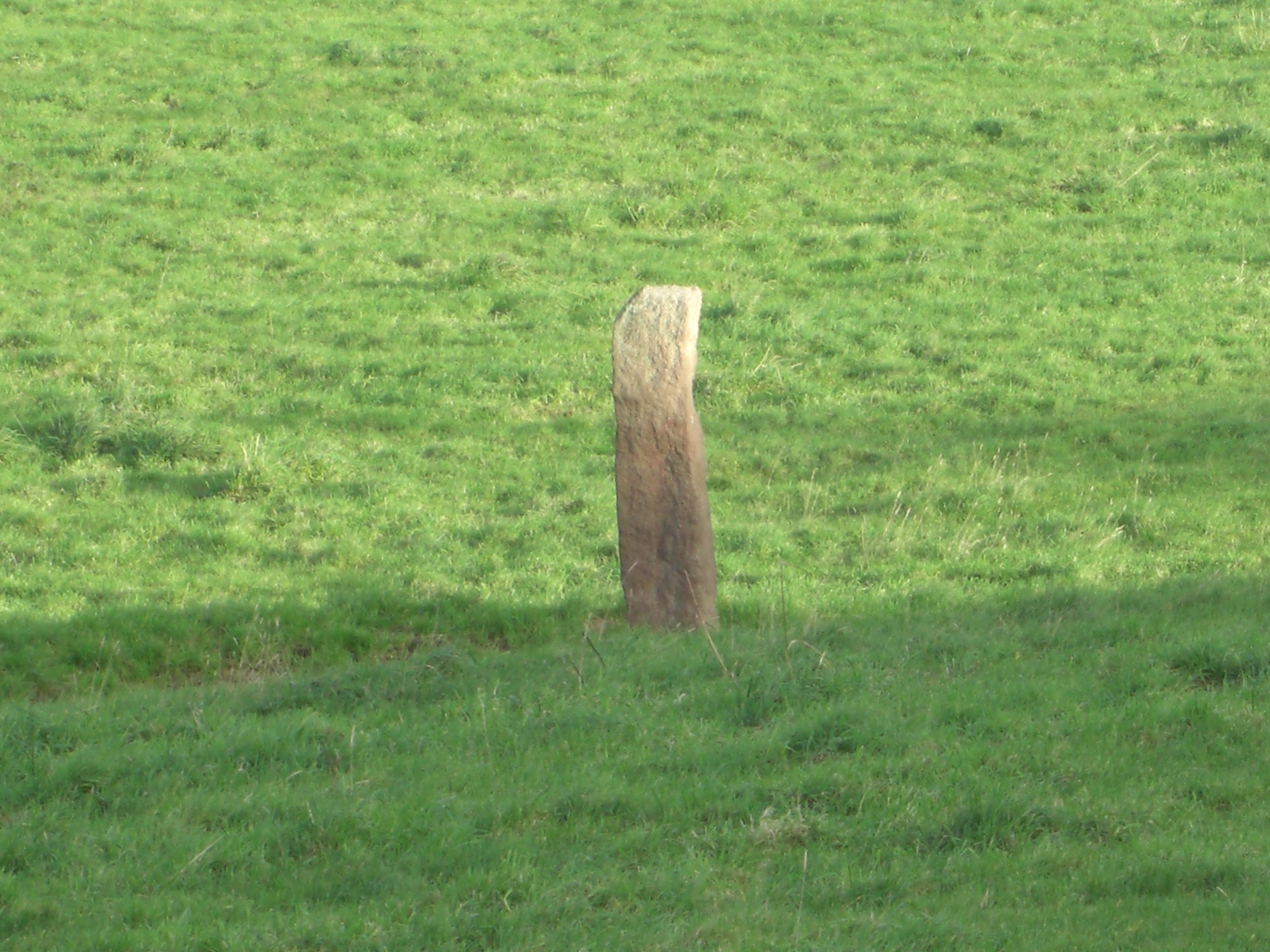
Les gratte-dos de Jobourg.

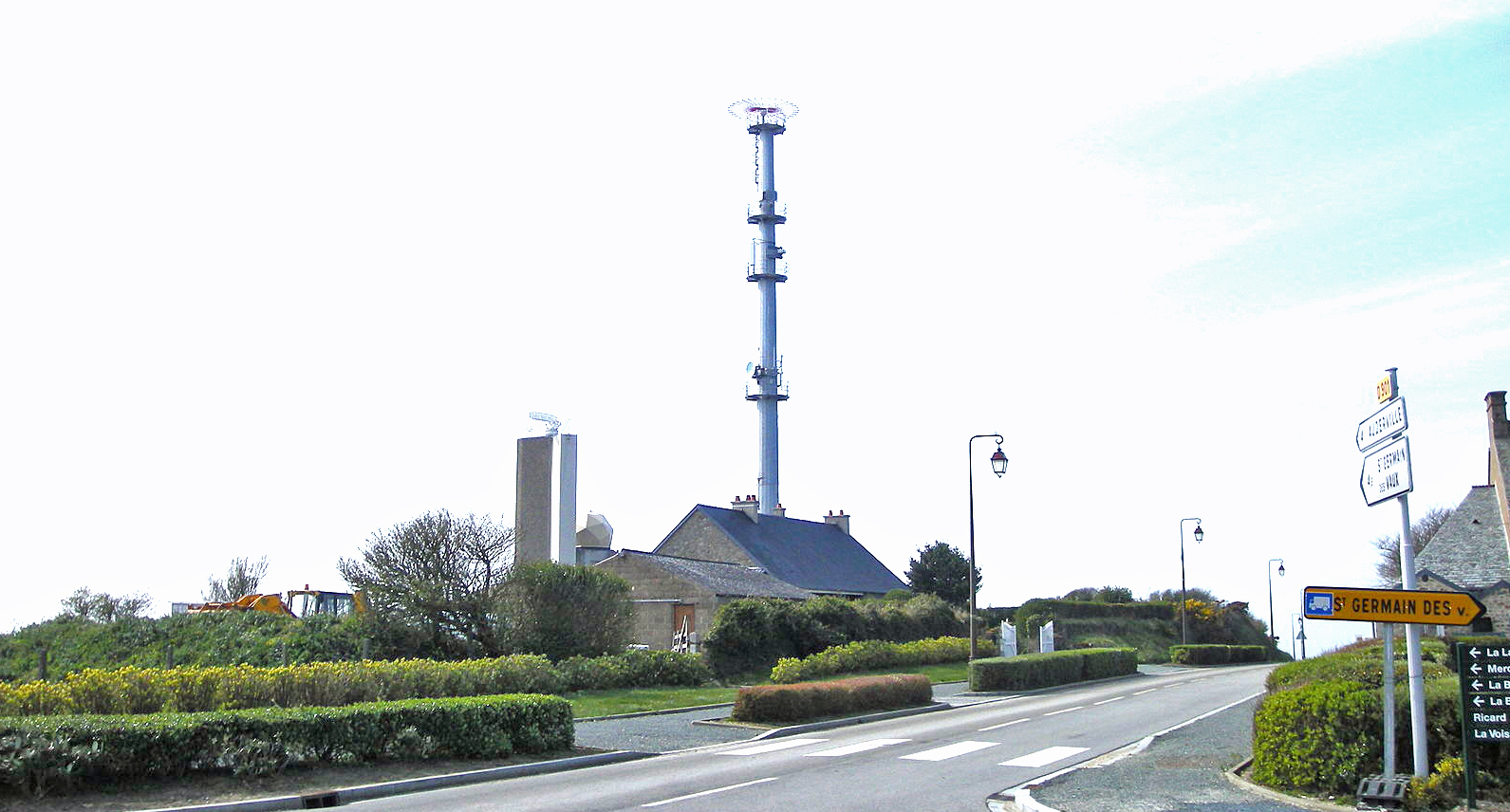
Le CROSS-ma.

L'activité agricole demeure importante dans l'économie locale et dans la tradition, comme en témoigne la foire aux moutons, valorisant le roussin de la Hague à la mi-août.
Jobourg est une des quatre communes d'implantation de l'usine de retraitement des combustibles irradiés d'Areva NC.
Depuis 1977 (et 1984 dans ses locaux actuels), le CROSS-ma de Jobourg est chargé de surveiller le Rail des Casquets et de coordonner le sauvetage en mer entre le cap d'Antifer et le mont Saint-Michel.
Le tourisme est important sur la commune, notamment du fait du nez de Jobourg, site qui contribue à la notoriété de la localité et qui est l'un des lieux les plus visités de la Manche[réf. nécessaire]. Jobourg accueille trois restaurants et de nombreux gîtes.

## Culture locale et patrimoine

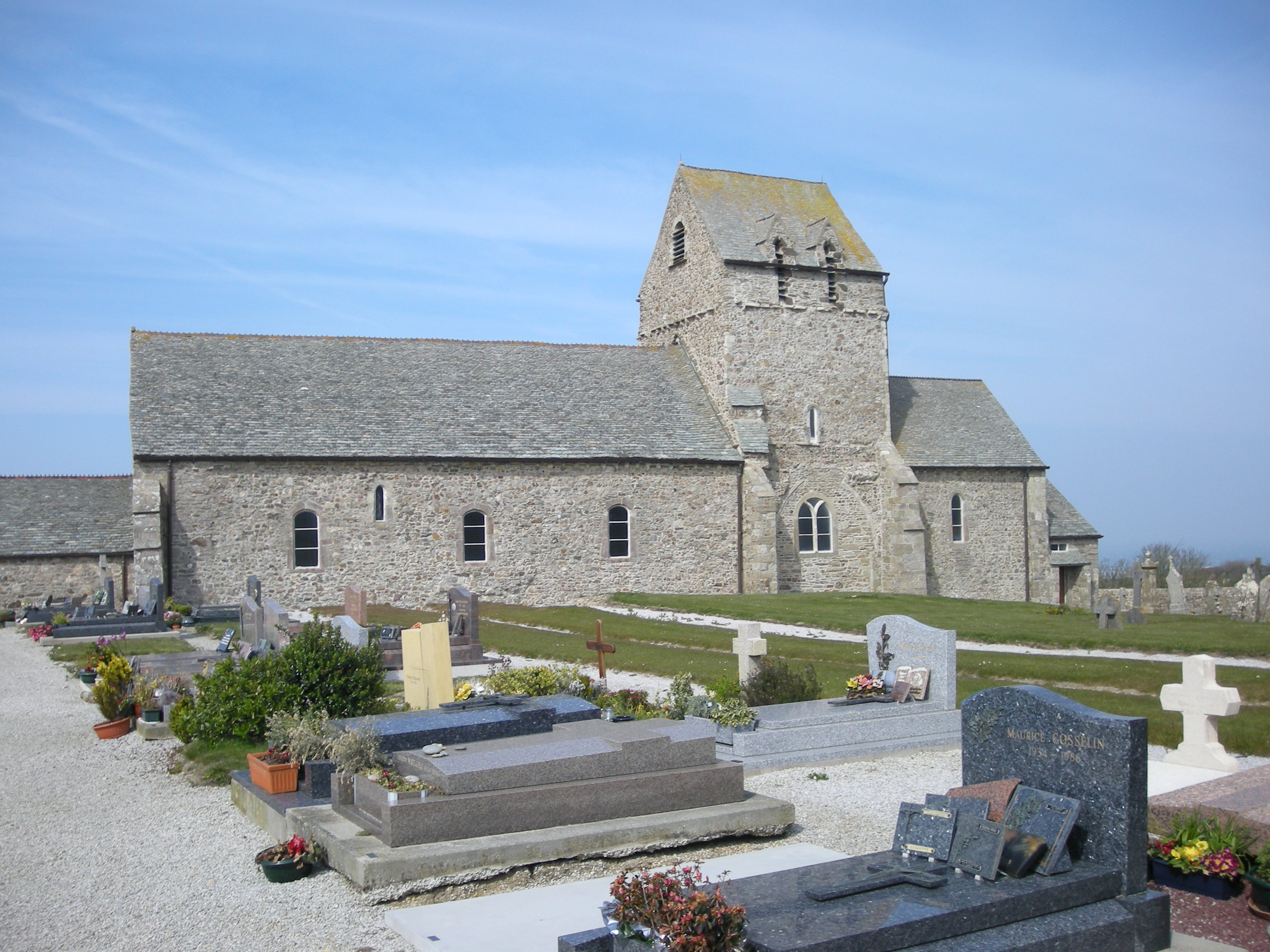
L'église Notre Dame.

### Lieux et monuments
- Le tumulus de Calais situé sur la commune de Jobourg en face de l'usine de retraitement des déchets nucléaires, est l'un des trente-trois tumulus de l'âge du bronze référencés lors d'une récente étude sur le territoire de la Hague. Le tertre, relativement bien conservé sur les deux tiers, le dernier tiers étant parti sur le trajet d'un chemin, et n'ayant pas été bouleversé par les antiquaires du XIXe siècle, a fait l'objet d'une fouille moderne.
- Ruines d'un camp romain du Bas-Empire au Vaux du Câtel.
- L'église Notre-Dame de Jobourg romane des Xe – XIIIe siècles, inscrite aux monuments historiques en 1972[14], qui servit de poste d'observation. Elle abrite un calice et sa patène classés au titre objet aux monuments historiques[15], une clef de voûte du XVIIe, un bénitier et cadran solaire du XVIIIe.
- Croix de chemin du XVIe siècle, dite Croix Ricard ou de Bel Air, au nord, à l'embranchement de la D 202 et de la route d'Omonville. Elle est composée de deux épées, et aurait été élevée, selon une légende inventée au XIXe siècle par Digard de Lousta, par le seigneur d'Auderville M. de La Fouèdre qui tua en duel, M. de Mary, seigneur de Jobourg[4],[16]. Sur une maison du village de la Buhotellerie, un bloc calcaire armorié figure les armes de la famille de Mary : d'argent au chef de gueules chargé de trois roses d'or mises de rang[17].
- Jardin les Cuillers de Merquetot[4].

Pour mémoire
- Ancien moulin à vent mentionné vers 1550 et dont il ne subsiste aucun vestige. Il se situait entre le CROSS-ma et l'église.

### Patrimoine culturel
Au cinéma, Jobourg apparaît comme décor dans Une vie d'Alexandre Astruc, et est cité comme lieu de l'un des deux meurtres du film Garde à vue de Claude Miller avec Michel Serrault, Lino Ventura et Romy Schneider. Plusieurs plans et de nombreuses indications topographiques de la ville y sont donnés.
La côte et la lande de Jobourg donnent l'inspiration à de nombreux peintres, de même que l'église romane représentée par Jean-François Millet et Félix Buhot notamment.

### Personnalités liées à la commune
- Simon Segal (1898-1969), peintre de l´École de Paris, a vécu au hameau Thiébot entre 1946 et 1953. Il a peint de nombreux enfants de la commune, ainsi que des paysages de la Manche. Une exposition lui a été consacrée au musée Thomas-Henry de Cherbourg en 1999.